# Pamir (fiume)
Il Pamir è un fiume dell'Asia centrale, affluente di destra del Pjandž.

## Geografia
Il fiume nasce sulle montagne del Pamir, nella provincia autonoma del Gorno-Badachšan, all'estremità orientale del Tagikistan. Nasce come emissario del lago Zorkul' a un'altitudine di 4130 m o si forma dai corsi d'acqua più piccoli che escono dal lago e poi scorre verso ovest lungo il confine con l'Afghanistan. Nel punto dove convergono le imponenti montagne del Pamir e dell'Hindu Kush, si unisce al Wakhan (noto anche come Vachan Darja o Wak) per formare il Pjandž, a sud-est del Picco Karl Marx, alto 6726 m, vicino al villaggio di Lyangar, a un'altitudine di 2799 m.
A Lyangar, situato in Tagikistan vicino al confine con l'Afghanistan, in una valle incassata tra le montagne dell'Hindu Kush e del Pamir, è stata costruita una centrale idroelettrica.